# Глауциум жёлтый
Глау́циум жёлтый, или Мачо́к жёлтый (лат. Glaúcium flávum) — двулетнее травянистое растение, вид рода Глауциум (Glaucium) семейства Маковые (Papaveraceae).

## Распространение и экология
В природе ареал вида охватывает морские побережья Европы, Передней Азии и Северной Африки. Культивируется на Северном Кавказе и на юге Казахстана.
| |
| |
| |
| |
| Сверху вниз: Ботаническая иллюстрация из книги Франсиско Мануэля Бланко Flora de Filipinas, 1880—1883. Лист. Цветок. Образцы побегов растения с семенами. |

Произрастает по каменистым склонам, реже на песках.

## Ботаническое описание
Стебли высотой 20—50 см, голые, ветвистые.
Листья толстоватые, очень сизые. Прикорневые черешковые крупные, лировидно перисторассечённые, часто с сближенными, налегающими долями, опушены курчавыми волосками; доли треугольные до яйцевидных, неправильно острозубчатые, зубцы без остроконечия или с коротким остроконечием; конечная доля широкая, но короткая, четырёхугольно-зубчатая; реже доли перисторассечённые. Стеблевые листья обильные; средние крупные, похожие на прикорневые, но сидячие, глубже и у́же рассечённые; верхние — стеблеобъемлющие, совершенно голые, короткие, овальные, по краю с почти цельными лопастями.
Бутон голый или слегка игловато-щетинистый, яйцевидно-продолговатый, острый, длиной 2—3 см. Цветки одиночные, крупные. Лепестки жёлтые, реже оранжевые и тогда с красноватым или фиолетовым пятном при основании, диаметром 1,5—3 см. Плодоножки короткие, прямые; завязь густо покрыта белыми бугорками.
Стручки (или стручковидные коробочки) длиной 15—25 см, прямые или слегка дуговидные, с рассеянными белыми бугорками, иногда почти голые. Рыльце шириной около 4 мм.
Всё растение с жёлтым млечным соком.
Цветение в мае — июне. Плодоношение в июне — сентябре.

## Охранный статус
Глауциум жёлтый был внесён в Красные книги СССР и РСФСР.

## Хозяйственное значение и применение
Лекарственным сырьём служит трава мачка жёлтого (лат. Herba Glaucii flavi). Сырьё заготовляют в фазу стеблевания, бутонизации или начала цветения на посевах первого года в конце сентября. Со второго года первый сбор делают в начале июня, второй — в августе. Собранную траву сушат на открытом воздухе или в сушилках.
Сырьё используют для получения препарата «Глауцина гидрохлорида», оказывающего противокашлевое действие. Глауцина гидрохлорид входит в состав препарата «Бронхолитин» (Болгария), применяющегося при острых и хронических бронхитах.
В народной медицине применяется как мочегонное средство, а также при нарывах и ушибах.
Скотом не поедается. Ядовит.

## Химический состав
Трава содержит изохинолиновые алкалоиды апоморфиновой группы, главный из них — глауцин ({\displaystyle {\ce {C21H25O4N}}}). Содержание суммы алкалоидов в траве от 3 до 4 % в зависимости от фазы вегетации, глауцина — от 1 до 2 %. Также содержит алкалоид протопин. В корнях хелеритрин и сангвинарин.

## Таксономия
Вид Глауциум жёлтый входит в род Глауциум (Glaucium) трибы Chelidonieae подсемейства Papaveroideae семейства Маковые (Papaveraceae) порядка Лютикоцветные (Ranunculales).
|  |                                      |  |                                                              |                                                              |                   |  | ещё 9 семейств (согласно Системе APG III) | ещё 9 семейств (согласно Системе APG III)            |                                                      |  |  |  | ещё 2 трибы (согласно Системе APG III) | ещё 2 трибы (согласно Системе APG III) |  |  |  |  | ещё от 20 до 25 видов | ещё от 20 до 25 видов |
|  |                                      |  |                                                              |                                                              |                   |  | ещё 9 семейств (согласно Системе APG III) | ещё 9 семейств (согласно Системе APG III)            |                                                      |  |  |  | ещё 2 трибы (согласно Системе APG III) | ещё 2 трибы (согласно Системе APG III) |  |  |  |  | ещё от 20 до 25 видов | ещё от 20 до 25 видов |
|  |                                      |  |                                                              | порядок Лютикоцветные                                        |                   |  |                                           |                                                      | подсемейство Papaveroideae                           |  |  |  |                                        | род Глауциум                           |  |  |  |  |                       |                       |
|  |                                      |  |                                                              | порядок Лютикоцветные                                        |                   |  |                                           |                                                      | подсемейство Papaveroideae                           |  |  |  |                                        | род Глауциум                           |  |  |  |  |                       |                       |
|  | отдел Цветковые, или Покрытосеменные |  |                                                              |                                                              | семейство Маковые |  |                                           |                                                      | триба Chelidonieae                                   |  |  |  | вид Глауциум жёлтый                    |                                        |  |  |  |  |                       |                       |
|  | отдел Цветковые, или Покрытосеменные |  |                                                              |                                                              |                   |  |                                           |                                                      |                                                      |  |  |  |                                        |                                        |  |  |  |  |                       |                       |
|  |                                      |  | ещё 44 порядка цветковых растений (согласно Системе APG III) | ещё 44 порядка цветковых растений (согласно Системе APG III) |                   |  |                                           | подсемейство Fumarioideae (согласно Системе APG III) | подсемейство Fumarioideae (согласно Системе APG III) |  |  |  | ещё 8 родов (согласно Системе APG III) | ещё 8 родов (согласно Системе APG III) |  |  |  |  |                       |                       |
|  |                                      |  |                                                              | ещё 44 порядка цветковых растений (согласно Системе APG III) |                   |  |                                           |                                                      | подсемейство Fumarioideae (согласно Системе APG III) |  |  |  |                                        | ещё 8 родов (согласно Системе APG III) |  |  |  |  |                       |                       |